# Juan Pablo Vojvoda
Juan Pablo Vojvoda Rizzo (General Baldissera, 13 maggio 1975) è un allenatore di calcio ed ex calciatore argentino, di ruolo difensore.

## Palmarès

### Allenatore

#### Competizioni statali
- Campeonato Cearense: 3

Fortaleza: 2021, 2022, 2023
- Copa do Nordeste: 2

Fortaleza: 2022, 2024